# Tiesan-Yesim Atas
Tiesan-Yesim Atas (* 10. Juli 1998) ist eine deutsche Schauspielerin.
Tiesan-Yesim Atas spielte in der deutschen Fernsehserie Schloss Einstein die Rolle des afghanischen Flüchtlingskinds und Schülerin Lejla Rahimi. Sie absolvierte eine Schauspielausbildung von 2019 bis 2022 an der iaf – Internationale Akademie für Filmschauspiel.

## Filmografie
- 2015–2016: Schloss Einstein (24 Serienepisoden)
- 2025: Tatort: Fiderallala
- 2025: WaPo Duisburg (Fernsehserie, Folge Spurlos verschwunden)